# Leptopodidae
Famille
Les Leptopodidae sont une famille d'insectes de l'ordre des hémiptères, du sous-ordre des hétéroptères (punaises). 

## Description
Petites punaises délicates plus ou moins ovales, à antennes visibles longues et fines, de quatre segment, le premier beaucoup plus court. Les yeux composés sont très gros, ovales, subtuberculés. On peut les distinguer des autres  Leptopodomorpha par deux critères: leurs ocelles sont placées en arrière des yeux et non pas entre eux, et sont le plus souvent conjointes et sur un petit tubercule; l'autre critère est leur rostre court et  épineux, atteignant au maximum les hanches antérieures, alors que chez les autres Leptopodomorpha (Aepophilidae, Omaniidae, Saldidae), il atteint au minimum les hanches postérieures. Les tarses sont au nombre de trois sur toutes les pattes. Elles mesurent de 1.5 à 7 mm de long dans le monde, et entre 2 et 4,5 mm en France. Le corps présente de nombreux épines (sur le pronotum, la tête et même les yeux, les cories), et notamment sur les pattes avant, ce qui leur vaut l'un de leur surnom en anglais, « spiny-legged bugs », ou « punaises à pattes épineuses ». Le dimorphisme sexuel est faible, les femelles sont un peu plus grandes et avec un abdomen plus large que les mâles.  

## Répartition et habitat
Elles sont présentes surtout dans les zones tropicale, subtropicale de l'Ancien monde, en Afrique, dans la zone orientale, mais également dans le Paléarctique. S'y ajoutent une espèce endémique de Nouvelle-Calédonie (Valleriola novacaledonica), une autre de Papouasie-Nouvelle-Guinée (Valleriola tuberculata), et deux espèces australiennes (Valleriola tribulosa et V. wilsonae). Une espèce a été introduite en Amérique du Nord et du Sud (Patapius spinosus).
Une seule espèce se rencontre dans la zone néotropicale (Saldolepta kistnerorum), mais la classification de sa sous-famille reste à stabiliser et appartient peut-être aux Omaniidae, de même qu'un genre fossile (†Leptosalda). 

### Habitat
Il s'agit de punaises principalement saxicoles, vivant sur ou sous des rochers. Certaines affectionnent des rochers au milieu ou au bord de cours d'eau, comme leurs cousines Saldidae, d'autres restent éloignées de l'eau. Les Patapius se rencontrent également sous des écorces. Les Leotichius vivent quant à elles dans des zones sèches ou rocheuses abritées de la pluie (temples, grottes, habitats de fourmilion, grotte avec guano de chauve-souris),.

## Biologie
Il s'agit de punaises prédatrices de petits arthropodes, en particulier de psoques, qui chassent souvent sur la face verticale des rochers. La technique de capture observée chez Leptopus marmoratus est l'approche lente à la suite de la détection par le mouvement. Puis la punaise saisit brusquement sa proie dans ses pattes antérieures et plante son rostre dans son corps, dont elle aspire les fluides digérés, laissant après quelques minutes l'enveloppe vide. 
Chez cette même espèce, les œufs, en forme de petites lentilles, sont collés sous des pierres. Suivent ensuite 5 stades juvéniles avant de devenir adulte. 
Mâles et femelles s'accouplent, accrochés par l'extrémité de leur abdomen. Ils sont l’un à côté de l’autre, sur le même plan mais avec un angle oblique, comme les aiguilles d'une montre. 
Elles sont très rapides et farouches, et s'envolent facilement. Ce caractère, associé à leur aspect cryptique, les a fait surnommer « ghost bugs » ou « punaises fantômes », en anglais. 
Cette famille est capable de striduler. L’archet (ou strigile) est sur la nervure du champ anale de l’hémélytre et le plectrum est sur le premier tergite de l'abdomen. 

## Liste des sous-familles, tribus et genres
Les espèces découvertes se répartissent en deux sous-familles, mais la seconde, les Leptosaldinae, est peut-être à déplacer dans les Omaniidae. Cette question n'est pas encore tranchée. 
Selon ITIS (1er avril 2022) : 
- sous-famille Leptopodinae Brullé, 1836
  - Leotichiini Schuh, 1986
    - Leotichius Distant, 1904, 4 espèces, zone orientale

  - Leptopodini Brullé, 1836
    - Erianotoides J. Polhemus & D. Polhemus, 1991, 1 espèce africaine
    - Erianotus Fieber, 1861, 1 espèce paléarctique
    - Leptopoides J. Polhemus & D. Polhemus, 1991, 2 espèces africaines
    - Leptopus Latreille, 1809, 8 sp. dont 5 orientales et 3 paléarctiques[13] et africaines
    - Martiniola Horváth, 1911, 2 espèces africaines
    - Patapius Horváth, 1912, 7 espèces, dont 5 africaines, 1 paléarctique et africaine, introduite dans le Nouveau monde, et 1 orientale[14]
    - Valleriola Distant, 1904, 14 sp., dont 5 africaines, 1 paléarctique, 5 orientales, 4 australo-pacifique[15]

  - incertae sedis
    - Lahima Linnavuori & Van Harten, 2002, 1 espèce paléarctique

- sous-famille Leptosaldinae Cobben, 1971, peut-être à reclasser dans les Omaniidae:
  - Saldolepta Schuh & J. Polhemus, 1980, 1 espèce néotropicale

### Espèces européennes
Selon Fauna Europaea, les espèces présentes en Europe sont au nombre de quatre : 
- Erianotus lanosus (Dufour, 1834), Méditerranée, Balkans
- Leptopus hispanus Rambur, 1840, Méditerranée, Afrique du Nord depuis les Canaries, et jusqu'en Asie centrale[16]
- Leptopus marmoratus (Goeze, 1778), du Portugal à l'Ukraine, et jusqu'à l'Allemagne au Nord
- Patapius spinosus (Rossi, 1790), Méditerranée

### Espèces fossiles
Plusieurs espèces fossiles ont été trouvées, appartenant toutes aux Leptosaldinae: 
- †Archaesalepta schuhi Grimaldi & Engel in Grimaldi et al., 2013, ambre éocène du Gujarat, Inde
- †Cretaceomira phalanx McKellar & Engel, 2014, ambre du Campanien moyen, Crétacé, Alberta, Canada
- †Cretaleptus popovi Sun and Chen 2020, ambre du Cénomanien, Crétacé supérieur, Myanmar
- †Grimaldinia pronotalis Popov & Heiss, 2014, ambre du Cénomanien, Crétacé supérieur, Myanmar
- †Leptosalda chiapensis Cobben, 1971, ambre Miocène du Chiapas, Mexique
- †Leptosalda dominicana Grimaldi and Engel 2013, ambre du Burdigalien/Langhien, Miocène, République Dominicaine
- †Leptosalda niarchos Grimaldi and Engel 2013, ambre du Burdigalien/Langhien, Miocène, République Dominicaine

Le genre †Leptosaldinea Popov and Heiss 2016, initialement dans les Leptosaldinae, a été déplacé en 2020 dans les Hypselosomatinae, Schizopteridae. 
Les plus anciens, trouvé au Myanmar, et datés d'un peu moins de 100 millions d'années. Ceux-ci, ainsi que le fossile canadien de Cretaceomira phalanx montre que l'extension de la sous-famille des Leptosaldinae était beaucoup plus étendue que sa répartition actuelle néotropicale, considérée comme relictuelle. 

## Galerie

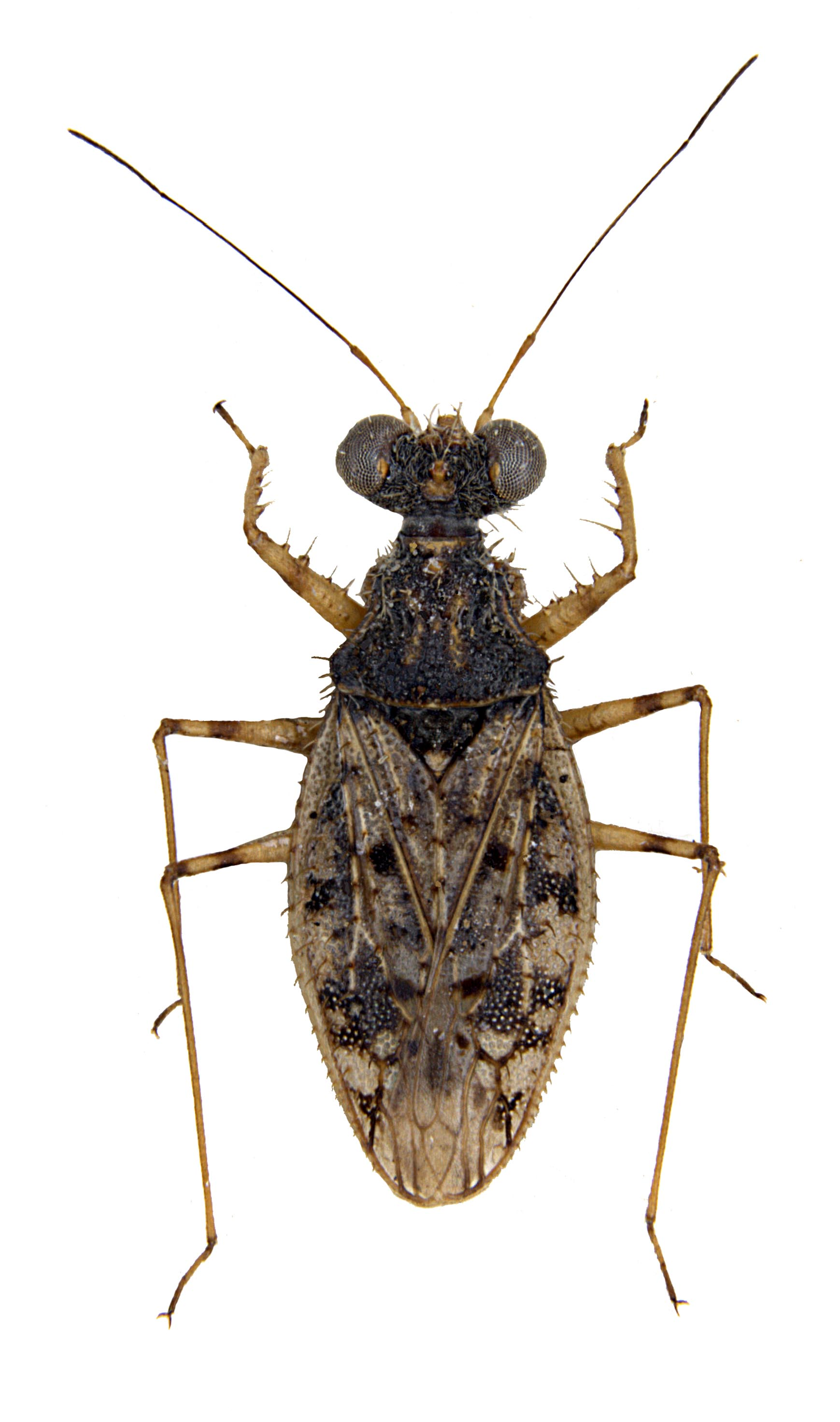
Leptopus marmoratus, espèce européenne
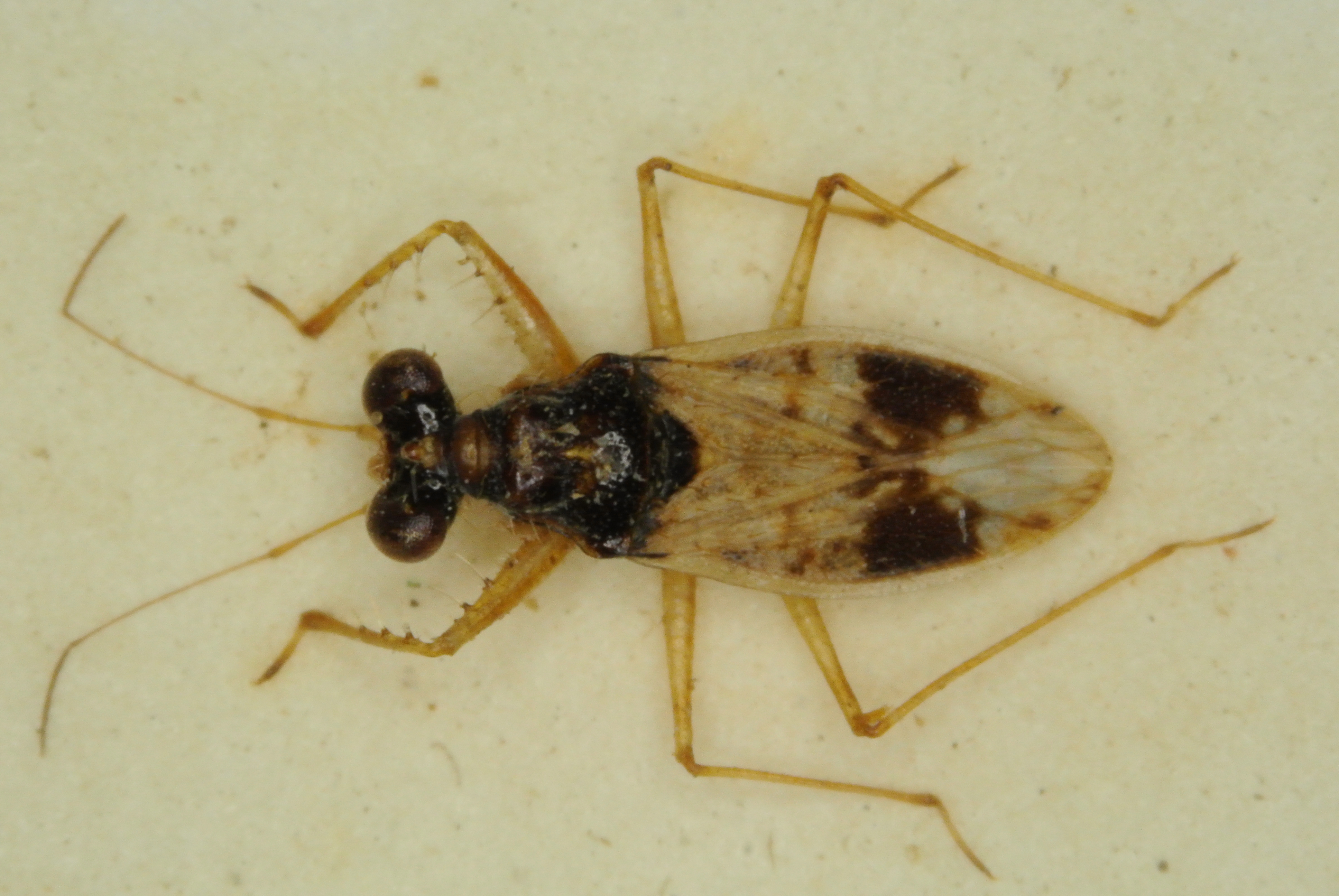
Leptopus hispanus, espèce méditerranéenne
- Vidéo de Valleriola assouanensis, montrant sa vivacité